# Keksin
Keksin (EC 3.4.21.61, proteinaza yscF, prohormon-transformišuća endoproteaza, uparena-bazna endopeptidaza, kvaščana cisteinska proteinaza F, uparena-bazna endopeptidaza, andrenorfin-Gly-generišući enzim, endoproteinaza Kex2p, gen KEX2 dibazna proteinaza, Kex 2p proteinaza, Kex2 endopeptidaza, Kex2 endoproteaza, Kex2 endoproteinaza, Kex2 proteaza, proteinaza Kex2p, proteinaza transformacije prohormona, proproteinska konvertaza, proteaza KEX2, Kex2 proteinaza, Kex2-slična endoproteinaza) je enzim. Ovaj enzim katalizuje sledeću hemijsku reakciju
Razlaganje -Lys-Arg- i -Arg-Arg- veza u kvaščanom alfa-faktorskom feromonu i prekurzorima smrtonisnih toksina
Ova peptidaza se aktivira jonom Ca2+.

## Literatura
- Nicholas C. Price; Lewis Stevens (1999). Fundamentals of Enzymology: The Cell and Molecular Biology of Catalytic Proteins (Third изд.). USA: Oxford University Press. ISBN 019850229X.
- Eric J. Toone (2006). Advances in Enzymology and Related Areas of Molecular Biology, Protein Evolution (Volume 75 изд.). Wiley-Interscience. ISBN 0471205036.
- Branden C; Tooze J. Introduction to Protein Structure. New York, NY: Garland Publishing. ISBN 0-8153-2305-0.
- Irwin H. Segel. Enzyme Kinetics: Behavior and Analysis of Rapid Equilibrium and Steady-State Enzyme Systems (Book 44 изд.). Wiley Classics Library. ISBN 0471303097.

## Spoljašnje veze
- Kexin на 